# جائزة البحرين الكبرى 2020
جائزة البحرين الكبرى 2020 هو سباق فورمولا 1
أقيم بتاريخ 29 نوفمبر 2020 في حلبة البحرين الدولية، البحرين، وكان السباق 15 من أصل 17 في بطولة العالم لسباقات فورمولا 1 موسم 2020، وكان أول المنطلقين لويس هاملتون.
فاز بالمركز الأول  لويس هاملتون، وكان صاحب أسرع لفة ماكس فيرستابين بزمن قدرة 92.014 ثانية.